# Balizuar obrożny
Balizuar obrożny, balizuar (Arctonyx collaris) – gatunek drapieżnego ssaka z podrodziny Melinae w obrębie rodziny łasicowatych (Mustelidae), występujący w południowej i południowo-wschodniej Azji.

## Taksonomia
Rodzaj i gatunek po raz pierwszy zgodnie z zasadami nazewnictwa binominalnego opisał w 1825 roku francuski zoolog i paleontolog Frédéric Cuvier, w rozdziale dotyczącym balizaura, opublikowanym w piątej części publikacji pod redakcją Cuviera i Étienne’a Geoffroy Saint-Hillaire’a poświęconej historii naturalnej ssaków. Miejsce typowe według oryginalnego opisu to „góry oddzielające Bhutan od Hindustanu”. Pierwotny opis balizaura opierał się na rycinie autorstwa Alfreda Duvaucela przedstawiającej dwa zwierzęta wystawione w menażerii w Barrackpore w Bengalu Zachodnim. W 2008 roku amerykańsko-singapurski zespół teriologów (Amerykanie Kristofer Michael Helgen i Lauren E. Helgen oraz Singapurczyk Norman T-L. Lim) w artykule dotyczącym rewizji taksonomicznej rodzaju Arctonyx wyznaczyli neotyp: jest to skóra i czaszka dorosłego samca (sygnatura AMNH M-171170) ze zbiorów Amerykańskiego Muzeum Historii Naturalnej. Neotyp pochodził z Nongpoh (25°54′N 91°53′E/25,900000 91,883333), w górach Khasi, w stanie Meghalaya, w Indiach.
We wcześniejszych ujęciach systematycznych Arctonyx uważany był za monotypowy z gatunkiem A. collaris i sześcioma podgatunkami; jednak w 2008 roku analiza oparta na danych morfologicznych i genetycznych wykazała, że do rodzaju Arctonyx należą trzy odrębne gatunki – wspomniany A. collaris oraz A. albogularis i A. hoevenii. Autorzy Illustrated Checklist of the Mammals of the World uznają ten gatunek za monotypowy.

### Etymologia
- Arctonyx: gr. αρκτος arktos ‘niedźwiedź’; ονυξ onux, ονυχος onukhos ‘pazur, paznokieć’[25].
- collaris: łac. collaris ‘szyjny’, od collum ‘szyja’[26].

## Rozmieszczenie geograficzne
Balizuar obrożny występuje od północno-wschodnich Indii i środkowej Chińskiej Republiki Ludowej (Junnan) po Mjanmę, Tajlandię, Laos, Wietnam i Kambodżę, gdzie jego rozmieszczenie jest bardzo niejednolite; w Wietnamie być może został już wytępiony. 

## Morfologia
Długość ciała (bez ogona) 51–71 cm, długość ogona 8–18 cm; brak szczegółowych danych dotyczących masy ciała.